# Randy Culpepper
 Randy Culpepper  (* 16. Mai 1989 in Memphis, Tennessee) ist ein US-amerikanischer Basketballspieler. Zurzeit spielt er bei Pallacanestro Cantù in Italien auf der Position des Spielmachers.

## Karriere

### College
Nach dem Besuch den High School in seinem Heimatort ging Johnson zu den UTEP Miners von der University of Texas at El Paso. Dort wurde er 2010 zum Conference USA Men’s Basketball Player of the Year gewählt. Mit 45 Punkten im Spiel gegen West Carolina stellte er Punkterekord in der Liga auf.

### Profi
Nachdem Culpepper bei dem NBA-Draft 2011 nicht ausgewählt worden war, unterschrieb er einen Vertrag bei BK Ferro-SNTU in der ukrainischen Basketball Superliga Ukraine. Er erreichte 2012 das ukrainische Pokalfinale und wurde 2013 ukrainischer Pokalsieger.
Für die Saison 2012/13 wechselte er zum Neuling der VTB United League Krasny Oktjabr. In seinem ersten Spiel für Oktjabr stellte er mit 41 Punkten einen neuen Punkterekord für die VTB United League auf. In seiner ersten VTB-UL Saison wurde er zwei Mal zum MVP des Spieltags gewählt. Im März 2014 wechselte er nach Libanon zu Sagesse Beirut. Von dort kehrte er im November 2014 zu Krasny Oktjabr zurück. Danach spielte er in Frankreich (Limoges), in der Türkei (Beşiktaş Istanbul, Balıkesir) und Italien (Cantù).

## Erfolge und Auszeichnungen
- Ukrainischer Pokalsieger 2013